# Wahlen in Sierra Leone 1996
Die Wahlen in Sierra Leone 1996 fanden am 26. und 27. Februar 1996 in Sierra Leone statt.
Als Sieger der Präsidentschaftswahlen ging der Ahmad Tejan Kabbah der Sierra Leone People’s Party (SLPP) im zweiten Wahldurchgang mit 59,5 Prozent der Stimmen hervor. Bei den Parlamentswahlen gewann die SLPP 27 der 68 Sitze.

## Parlamentswahl
- SLPP: 27
- UNPP: 17
- PDP: 12
- APC: 5
- NUP: 4
- CDP: 3
- Chiefs: 12

| Partei          | Ergebnis | Sitze | Sitzveränderung* |
| --------------- | -------- | ----- | ---------------- |
| SLPP            | 33,09 %  | 27    | neu              |
| UNPP            | 21,64 %  | 17    | neu              |
| PDP             | 15,32 %  | 12    | neu              |
| APC             | 5,68 %   | 5     | ▼ 100            |
| NUP             | 5,26 %   | 4     | neu              |
| CDP             | 4,77 %   | 3     | neu              |
| PPP             | 2,86 %   | 0     | 0                |
| NDA             | 2,69 %   | 0     | 0                |
| PNC             | 2,55 %   | 0     | 0                |
| NUM             | 1,19 %   | 0     | 0                |
| SDP             | 0,79 %   | 0     | 0                |
| NADP            | 0,62 %   | 0     | 0                |
| NPP             | 0,53 %   | 0     | 0                |
| Gewählte Chiefs | -        | 12    | 0                |

*Es waren die ersten Wahlen mit Mehrparteiensystem seit 1977. 1982 und 1986 war nur der APC zugelassen.

## Präsidentschaftswahl
| Kandidat           | Partei | Ergebnis |
| ------------------ | ------ | -------- |
| Ahmad Tejan Kabbah | SLPP   | 35,80 %  |
| John Karefa-Smart  | UNPP   | 22,62 %  |
| Thaimu Bangura     | PDP    | 16,07 %  |
| John Karimu        | NUP    | 5,31 %   |
| Edward Turay       | APC    | 5,14 %   |
| Abu Aiah Koroma    | DCP    | 4,93 %   |
| Abass Bundu        | PPP    | 2,89 %   |
| Amadu Jalloh       | NDA    | 2,33 %   |
| Edward Kargbo      | PNC    | 2,12 %   |
| Desmond Luke       | NUM    | 1,06 %   |
| Andrew Lungay      | SDP    | 0,70 %   |
| Andrew Turay       | NPP    | 0,53 %   |
| Mohamed Sillah     | NADP   | 0,50 %   |

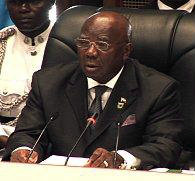
Gewählter Präsident von Sierra Leone, Ahmad Tejan Kabbah

Gewählt ist, wer bei der Grundwahl mindestens 55 % der Stimmen erhält.
Ansonsten gibt es eine Stichwahl zwischen den beiden besten Kandidaten.

### Stichwahl
Die Stichwahl fand am 15. März 1996 statt.
| Kandidat           | Partei | Ergebnis |
| ------------------ | ------ | -------- |
| Ahmad Tejan Kabbah | SLPP   | 59,5 %   |
| John Karefa-Smart  | UNPP   | 40,5 %   |